# Heinrich von Burgeis
Heinrich von Burgeis (fl. 2. Hälfte des 13. Jahrhunderts) war ein spätmittelalterlicher Predigermönch und geistlicher Schriftsteller aus dem heutigen Südtirol.

## Leben und Forschungsgeschichte

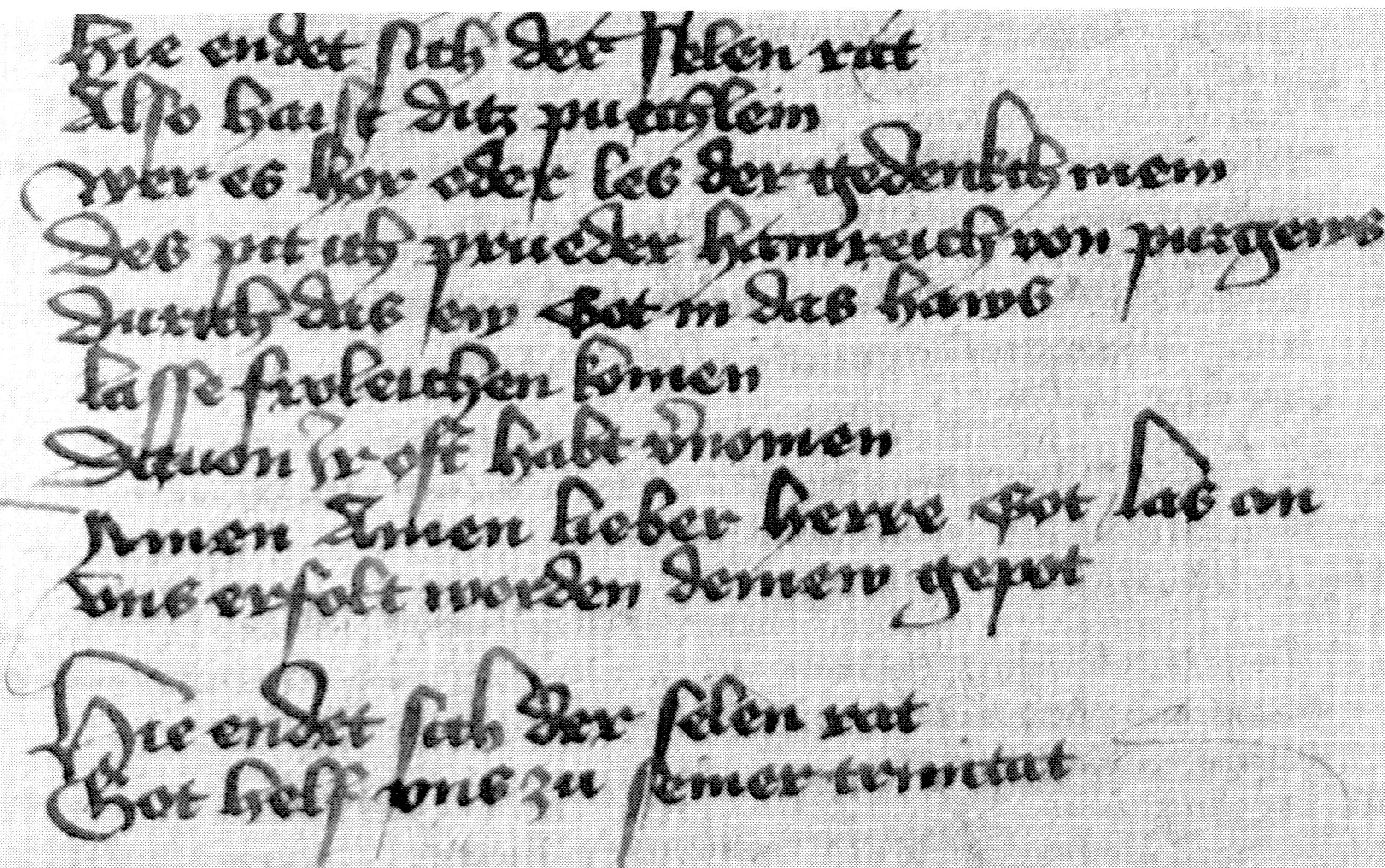
Schluss der Handschrift mit Nennung des Namens hainrich von purgews (4. Zeile) und des Werktitels der selen rat (1. und vorletzte Zeilen).

Über Heinrich von Burgeis ist unmittelbar nur die eigene Namensnennung
ich prueder Hainrich von Purgews (V. 6541)
am Schluss seines einzigen überlieferten Werkes Der Seele Rat bekannt. Eine zweite Namensnennung findet sich noch um 1462 im Ehrenbrief des Jakob Püterich von Reichertshausen:
     116.

Hainrich vom Purchhauß

Ain Puech vom Rath der Sell

dem feindt zu Widerstrauß

erzeuget hat.
Da der Autor der Schrift nicht unmittelbar mit einer dokumentarisch greifbaren Biographie in Verbindung zu bringen war, musste die Erforschung seiner Biographie bei dem Namen ansetzen.
Der Namenszusatz „von Purgews/Purchhauß“ schien eine Herkunft aus Burgeis (lat. Burgus) in Südtirol oder Breguzzo (lat. Bergusium, Burgusium) in Judikarien im Trentino anzudeuten, als weniger wahrscheinlich sind Birgitz oder ein Ort namens Burghaus(-en) anzusehen. Heutige Forschung geht dagegen eher davon aus, dass der Autor einem Geschlecht „von Burgeis“ entstammte, das zur Ministerialität der Edelfreien von Wangen gehörte, womit der Namenszusatz nicht unbedingt eine individuelle Herkunftsbezeichnung darstellt. Ein Enricus de Breguso ist im Umfeld des Trientiner Fürstbischofs Friedrich von Wangen nachweisbar, ein Henricus de Breguç († vor 1255; mutmaßlich der Vater des Dichtermönchs) ist 1235 urkundlich im bischöflichen Gefolge belegt; ein Kunz von Burgeis (Concius de Bergous) taucht in einer im Bozner Franziskanerkloster ausgestellten Urkunde von 1283 als Spitzenzeuge auf. Die Ortsbezeichnungen Wangen (Gemeinde Ritten in Südtirol) und Bergusium/Breguç sind im Codex Wangianus mehrfach bezeugt.
Die Eigenbezeichnung als „Bruder“ lässt ferner die Frage nach seiner Ordenszugehörigkeit aufkommen. Wegen der Betonung geistlicher Armut konnten die Benediktinerabtei Marienberg und andere Klöster besitzender Orden wie der Zisterzienser schnell ausgeschlossen werden. Hans-Friedrich Rosenfeld erkannte zu Recht, dass es sich bei Heinrich um einen Mendikanten handeln müsse, und legte sich auf einen Franziskaner fest, obwohl die gleichen Kriterien auch auf einen Dominikaner zutreffen. Die ursprünglich reine Vermutung, er habe als Laienseelsorger dem Franziskanerkloster Bozen angehört, wo noch 1310 ein Bruder Heinrich urkundlich nachweisbar ist, wurde in der Forschungsliteratur unkritisch übernommen und fand noch 1981 als scheinbare Gewissheit Eingang ins Verfasserlexikon. Erst ab den 1990er Jahren wurde die Frage seiner Herkunft und Ordenszugehörigkeit in der Forschung neu gestellt. Heute gilt es als am wahrscheinlichsten, dass der Autor mit dem frater Hainrich von Bergonß identisch ist, der als der erste Prior des ab 1272 neu entstandenen Dominikanerklosters Bozen mehrfach bezeugt ist, darunter in Urkunden zwischen 1273 und 1279, sowie in den Chroniken von Marx Sittich von Wolkenstein (um 1600) und Ferdinand Troyer (1648 vollendet).

## Der Seele Rat

### Werkbeschreibung

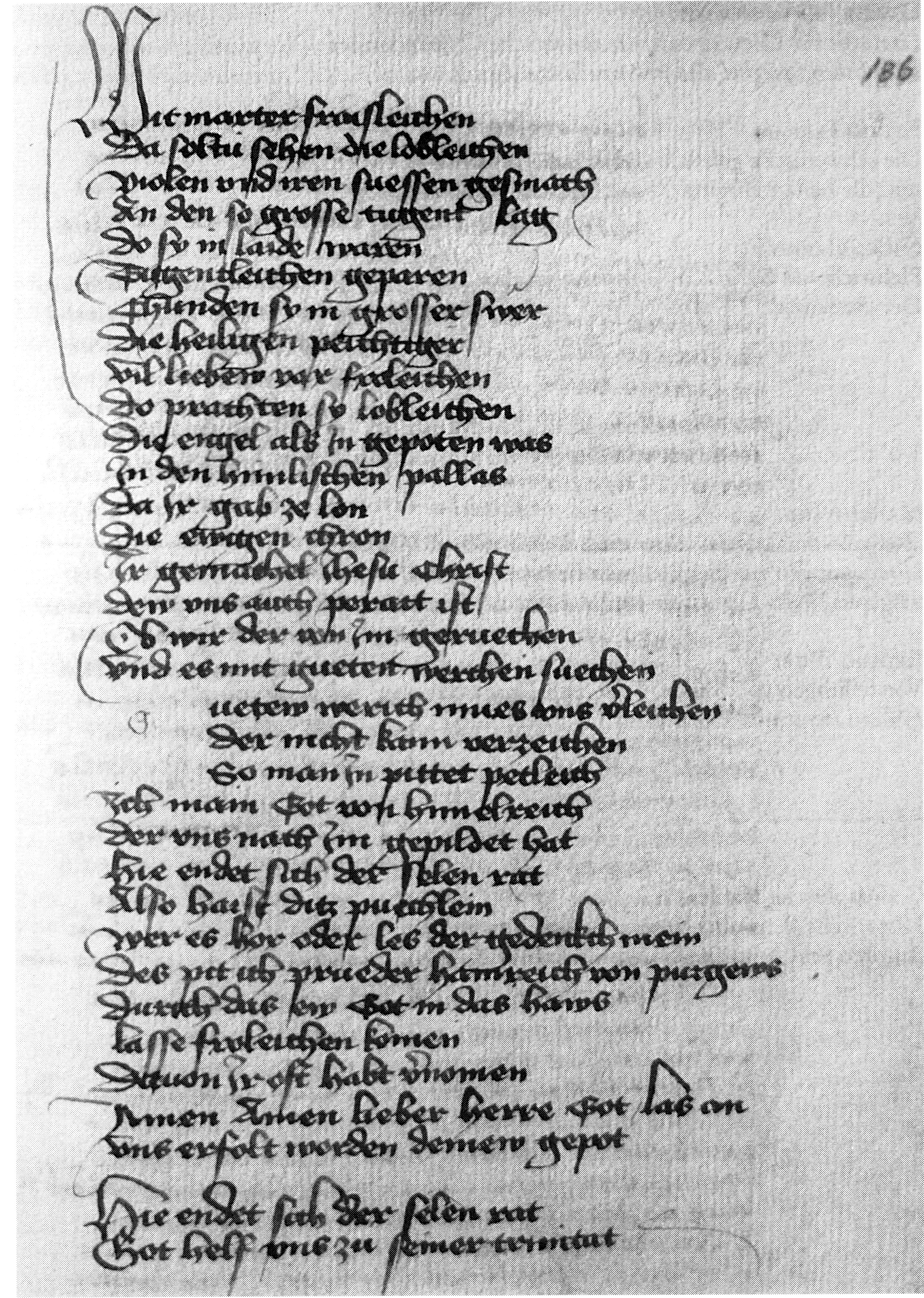
Der Seele Rat, Brixen, Priesterseminar, Cod. R 7

Das einzige von ihm überlieferte Werk mit dem Titel Der Seele Rat ist eine poetische Bußpredigt, die Laien in volkstümlicher Sprache die befreiende Wirkung von Buße und Beichte nahezubringen versucht. Zu diesem Zweck lässt der Autor die Seele, das Gewissen, Frau Buße, Frau Beichte, Frau Reue und Frau Gottesfurcht allegorisierend personifiziert auftreten. Der dramatisch stärkste Abschnitt des Werkes, der lebhaft und humorvoll einen Streit Satans mit den Engeln vor dem himmlischen Gericht schildert, hat Vorbilder in der Stofftradition der Jedermann- und Faust-Spiele. Das Werk hat im Übrigen keine unmittelbare Vorlage, weist aber stilistische Beziehungen zur franziskanischen Predigt etwa eines Berthold von Regensburg auf. In Teilen kann die Schrift auch als Fürstenspiegel angesehen werden, da kritische Abschnitte auf Graf Meinhard II. von Görz-Tirol gemünzt scheinen, der sein Territorium wiederholt gewaltsam auf Kosten der Kirche erweiterte:
Hiesstu spitall und chlöster machen […]

Doch mocht sich nicht erparmen

Uber dich Jesu Christ (V. 1938; 1942 f.).
Während ältere Forschungsmeinung von einer Entstehungszeit um 1301/04 ausging, wird heute die Entstehung zur Zeit Heinrichs Wirken als Prior in Bozen angenommen, also etwa im Zeitraum 1274–1279.

### Textprobe
Sprach fraw Pichte, ‚ich rat dir,

La fromde sunde varen!

Vil wol soltu pewaren

Das du in der peichte dein

Einen andern ruegest, das sol nicht sein.

Hab dier yemant icht getan,

Das soltu den selben verjechen lan.

Sag dein schulde,

So erwerfestu Gotes hulde,

Ob dein sund war

So freissleich und so swer

Das man sy nicht mecht derchennen.

Man mues den menschen nennen,

der tail hat an der missetat. […]‘ (V. 933–948)
Frau Beichte sprach: „Ich rate dir,

lass ab von fremder Leute Sünden.

Vielmehr sollst du dich hüten,

dass du in deiner Beichte

einen Anderen tadelst, das soll nicht geschehen.

Wenn dir jemand irgendetwas getan hat,

dann überlasse es demjenigen, es zu bekennen.

Sprich deine Schuld aus,

auf diese Weise erwirbst du dir Gottes Gnade,

selbst wenn deine Sünde

so furchtbar und schwer war,

dass man nichts davon wissen mag.

Man muss den Menschen benennen,

der Teil hat am Unrecht.“

### Überlieferung

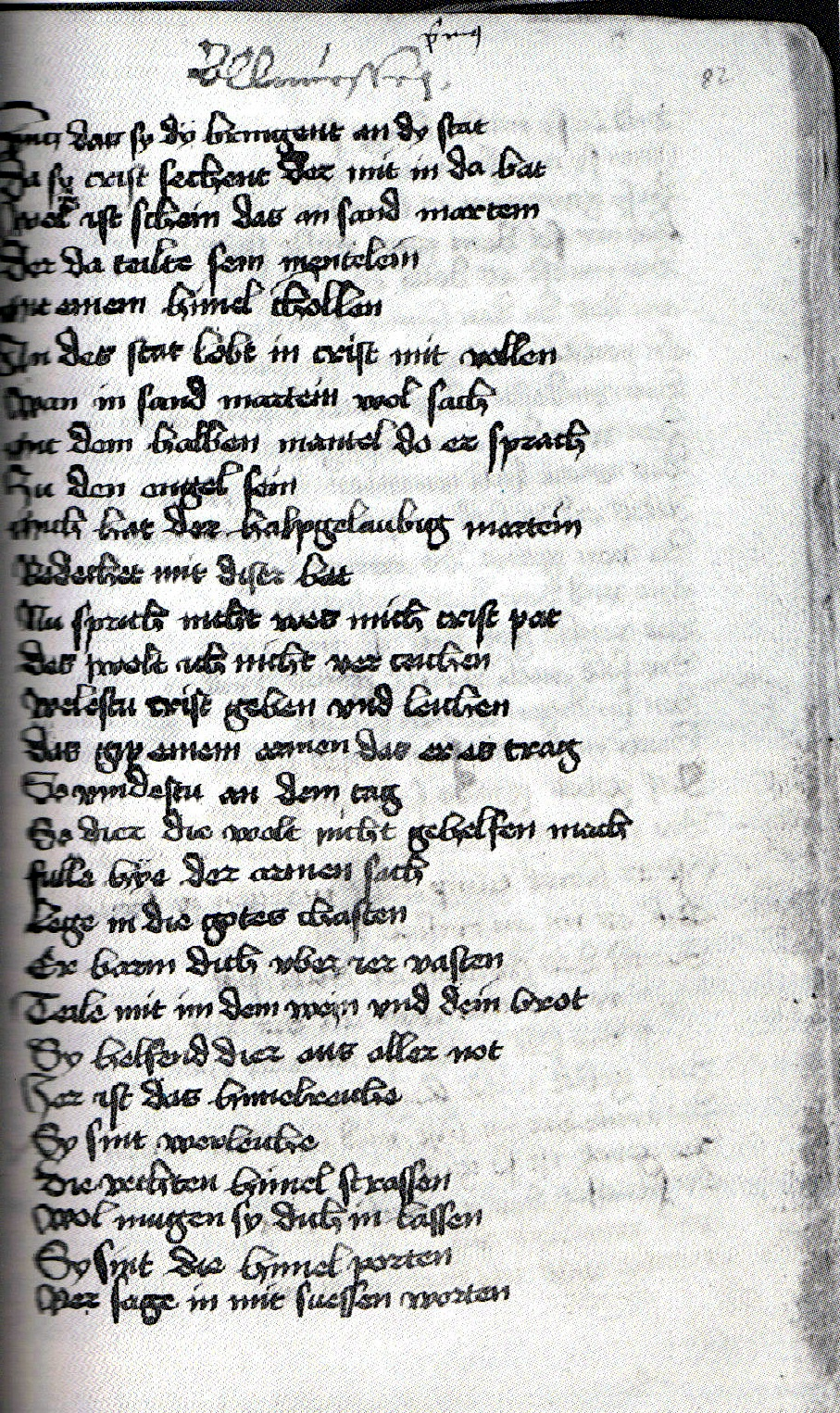
Der Seele Rat, Brixen, Priesterseminar, Cod. R 7

Der Seele Rat ist in einer einzigen, unvollständigen Handschrift überliefert. Sie ist in der Bibliothek der Philosophisch-Theologischen Hochschule Brixen in einem Sammelband (Cod. R. 7) enthalten, in dem sie mit einem anonymen Passionstraktat zusammengebunden ist. Die Handschrift von Der Seele Rat ist nicht datiert, jedoch aufgrund des Wasserzeichenbefundes wohl zwischen 1438 und 1445 entstanden. Der Handschrift geht eine Lage von zehn nicht beschriebenen Blättern voraus, die vermutlich für den fehlenden Beginn des Werkes vorgesehen waren. Dies lässt darauf schließen, dass möglicherweise bereits dem Schreiber nur eine unvollständige Vorlage zur Verfügung stand.

### Rezeption
Oswald Zingerle, der Entdecker der Handschrift, wertete in seiner Fundnotiz, die Dichtung zähle „zu dem Besten der didaktischen Dichtung jener Zeit“.
Dies hielt Hans-Friedrich Rosenfeld für stark überschätzt:

„Denn dazu fehlt es dem Dichter doch zu sehr an Gestaltungswillen und Formtalent, allzu stark dominiert breite wiederholungsreiche Redseligkeit; weite Strecken kranken geradezu an Ausdrucksarmut, und an Originalität fehlt es nicht nur dem Stile gänzlich, sondern sie ist auch im Gedanklichen im größten Teile des Werkes nicht eben groß.“

Ingeborg Glier kommt in jüngerer Zeit zu einer differenzierteren Wertung:

„Heinrich verfügt sicherer und freier über die verschiedensten literarischen Konventionen als andere Verfasser geistlicher Allegorien. Potentielle literarische Ambitionen aber bleiben seelsorgerischen Absichten deutlich untergeordnet.“

## Werkausgabe
- Hans-Friedrich Rosenfeld (Hrsg.): Heinrich von Burgus, Der Seele Rat. Aus der Brixener Handschrift (= Deutsche Texte des Mittelalters. 37). Weidmann, Berlin 1932 (archive.org).